# Boulevard de Clichy
De boulevard de Clichy is een boulevard in Parijs die de scheiding vormt tussen het 9e en 18e arrondissement. De boulevard sluit aan op de place de Clichy.

## Geschiedenis
De weg is vernoemd naar de naastgelegen gemeente Clichy. De weg is ontstaan als gevolg van de samenvoeging in 1864 van alle wegen en boulevards die de muur van de Fermiers généraux, de afbakening van de stadsgrenzen van Parijs, volgden. Door de gebiedsuitbreiding die Parijs onder baron Haussmann onderging, en waardoor ook het gebied waar deze boulevard nu ligt van de gemeente Clichy overging naar Parijs, verloor de muur in 1860 haar functie, en werd het vrijgekomen terrein voor een omringing van grote boulevards gebruikt. 40 jaar later werd dit terrein ook gebruikt voor de aanleg van de metro; onder de boulevard vindt men metrolijn 2.

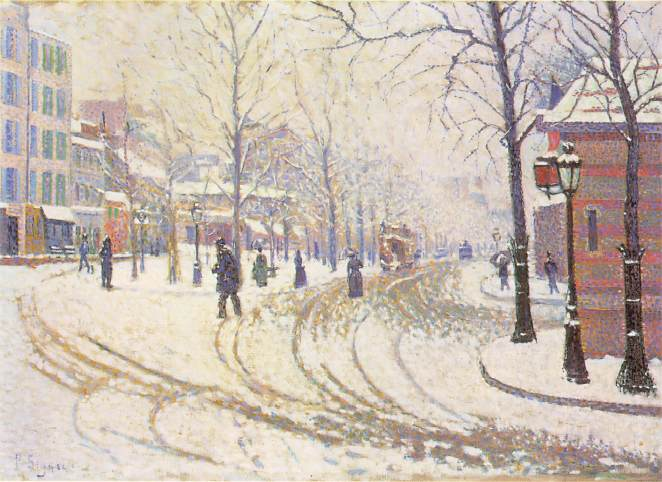
De Boulevard de Clichy door Paul Signac (1886).
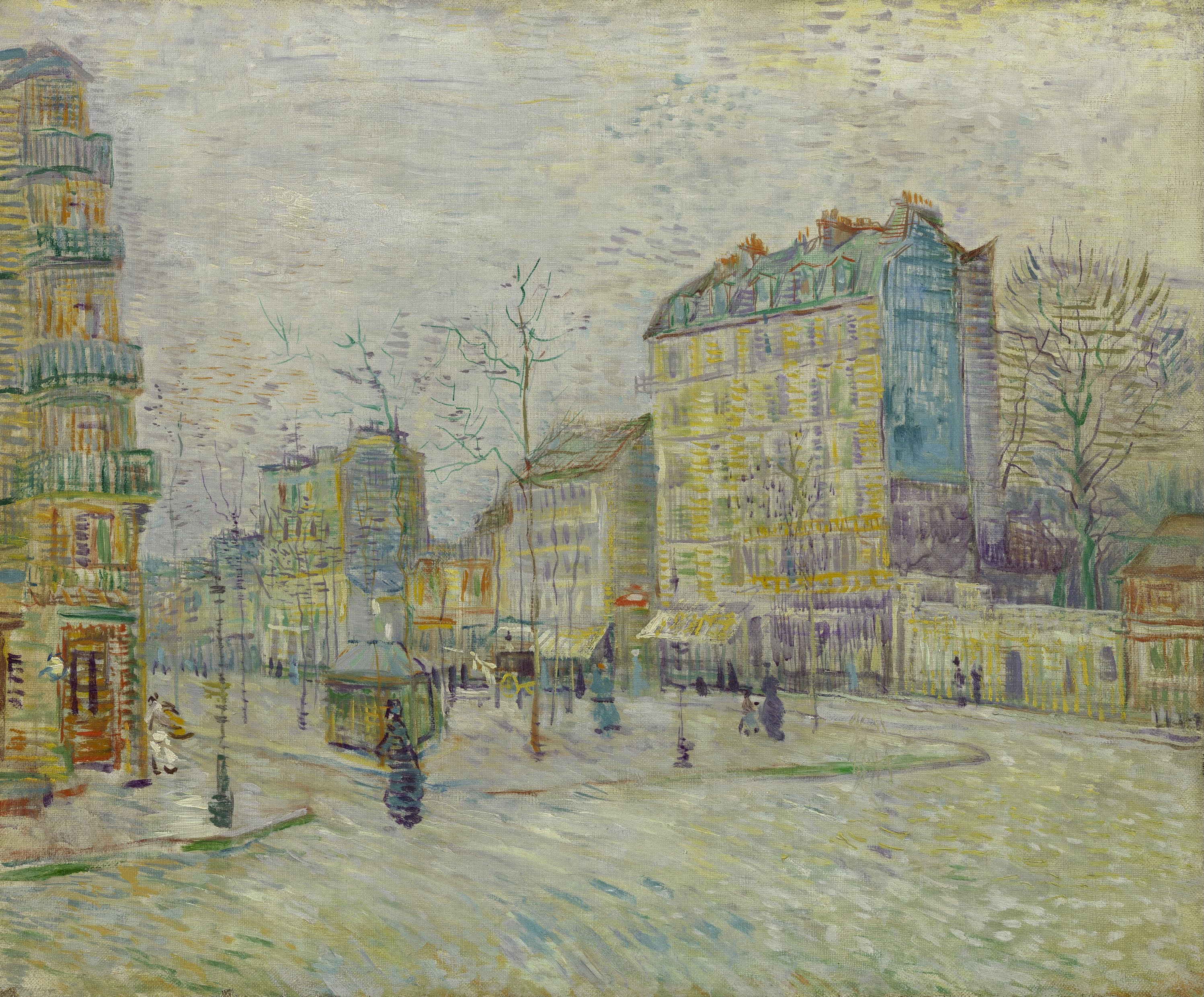
Gezien door Vincent van Gogh (1887).

## Roemruchte huizen

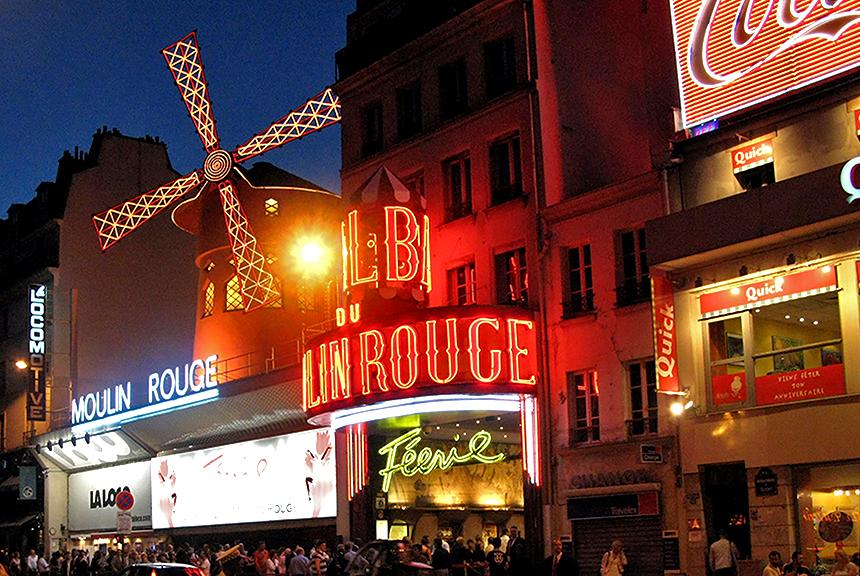
Moulin Rouge

- Op nummer 6 woonde de schilder Degas; hij overleed hier in 1917 op 83-jarige leeftijd in een appartement op de 5e etage
- Op nummer 11 woonde de voormalige minister van buitenlandse zaken Théophile Delcassé, die z'n huis aan veel artiesten verhuurde, waaronder Picasso in 1909
- Op nummer 35 bevindt zich het théâtre de Dix-Heures
- Op nummer 42 bevond zich voorheen het Café du Tambourin waar Vincent van Gogh in 1887 een tentoonstelling hield, overigens zonder enig succes.
- Op nummer 64 het cabaret Les trois Baudets, in 2010 heropend als cultureel centrum
- Op nummer 68 heropende het café Le Chat Noir nadat het vanaf de naastgelegen boulevard de Rochechouart verhuisd was.
- Op nummer 72 het Musée de l'érotisme
- En op nummer 82 staat sinds 1889 de nummer 1 attractie van de buurt, de Moulin Rouge.

## De boulevard de Clichy vandaag
De straat is een van de bekendere uitgaansstraten van Parijs, waar talloze seksshops zich afwisselen met Ierse cafés en een enkele karaokebar. De boulevard is aan het begin van de 21ste eeuw stevig opgeknapt, met een vrije busbaan en een voetgangerszone in het midden en aparte fietsstrook.

## Monument voorCharles Fourier
Aan het einde van de boulevard bij de Place de Clichy heeft jaren een lege sokkel gestaan, waarop tot de Tweede Wereldoorlog een beeld van de socialistische theoreticus Charles Fourier heeft gestaan. Het Vichy-regime was niet zo dol op de goede man, en heeft het beeld laten omsmelten. De sokkel bleef staan, tot vreugde van veel toeristen die zich er op hebben laten fotograferen, tot er in 2011 er een nieuw officieel kunstwerk, een glitterende appel van de kunstenaar Franck Scurti op werd gezet.

## OV
De boulevard de Clichy heeft drie metrostations, alle bediend door lijn 2: Pigalle (ook lijn 12), Blanche en Place de Clichy (ook lijn 13). Er komen ook verschillende nachtbussen.
- Virtual International Authority File: 246311147